# Vinod Khosla

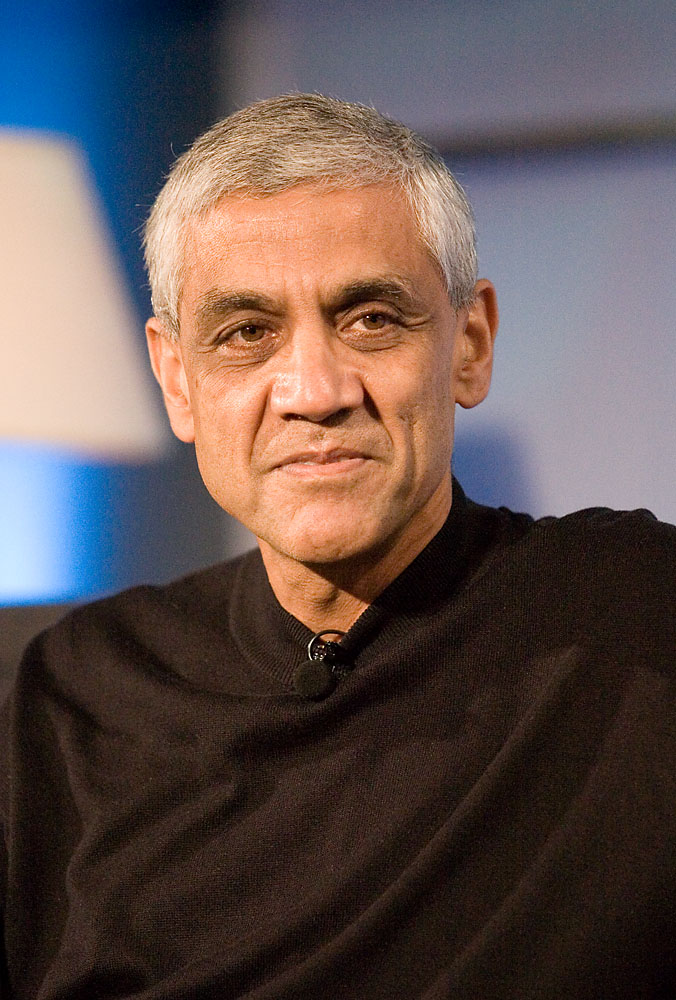
Vinod Khosla

Vinod Khosla (* 28. Januar 1955 in Pune, Indien) ist ein US-amerikanischer Unternehmer und Investor indischer Herkunft.
Khosla ist einer der Mitbegründer von Sun Microsystems und Gründer von Wagniskapital-Firma Khosla Ventures und wurde 1986 Partner von Kleiner Perkins Caufield & Byers.
2010 wurde er mit dem Champions of Earth Award ausgezeichnet.

## Ausbildung
Khosla machte seinen Bachelor-Abschluss am Indian Institute of Technology. Später machte er seinen MBA an der Stanford University.

## Karriere
Nach seinem MBA-Abschluss (Master of Business Administration) in Stanford im Jahr 1980 arbeitete Khosla für das Start-up Daisy Systems (gegründet im Januar 1981) für die Automatisierung elektronischer Designs.
1982 war Khosla Mitbegründer von Sun Microsystems (SUN ist die Abkürzung für Stanford University Network), zusammen mit den Stanford-Klassenkameraden Scott McNealy, Andreas von Bechtolsheim und dem Absolventen der Informatik an der UC Berkeley, Bill Joy. Khosla war von 1982 bis 1984 der erste Vorsitzende und CEO, jedoch verließ er dann das Unternehmen, um Risikokapitalgeber zu werden.
1986 trat Khosla als Partner in die Risikokapitalgesellschaft Kleiner Perkins ein. [4] Bei Kleiner Perkins wurde Khosla ein anerkannter Risikokapitalgeber mit mehreren erfolgreichen Frühphaseninvestitionen. Khosla spielte auch eine Schlüsselrolle bei einigen der spektakulärsten Misserfolge der Technologiebranche, darunter Asera, Dynabook, BroadBand Office, Excite @ Home und viele andere.
Er investierte auch in ein indisches Mikrofinanzunternehmen, SKS Microfinance, das armen Frauen im ländlichen Indien Kleinkredite gewährt. Khosla ist auch einer der Gründer von TiE (The Indus Entrepreneurs) und hat eine Sonderausgabe von The Economic Times, einer Wirtschaftszeitung in Indien, als Gast herausgegeben.
2004 gründete er Khosla Ventures. Khosla wurde im Mai 2006 auf Dateline NBC vorgestellt, wo er die Praktikabilität von Ethanol als Benzinersatz diskutierte. Es ist bekannt, dass er in der Hoffnung auf eine breite Akzeptanz stark in Ethanolunternehmen investiert hat.
Khosla war ein wichtiger Befürworter der „Yes on 87“-Kampagne zur Verabschiedung von Kaliforniens Proposition 87, einer „Neue Energien“-Initiative, die im November 2006 nicht verabschiedet wurde.
2006 war Khoslas Frau Neeru Mitbegründerin der CK-12 Foundation, die Open-Source-Lehrbücher entwickeln und die Bildungskosten in Amerika und im Rest der Welt senken soll. Khosla und seine Frau sind ebenfalls Spender der Wikimedia Foundation in Höhe von 600.000 US-Dollar.

## Vermögen
Das Forbes Magazin schätzt sein Vermögen 2008 auf 1,5 Milliarden US-Dollar. Damit liegt Khosla weltweit auf Platz 785. Einen großen Teil dieses Vermögens investierte er in die Entwicklung von Umwelttechnologien. U. a. gründete er die Firma Calera, die sich auf die Entwicklung einer Kohlenstoffsenke durch chemische Bindung von CO2 in Zement (Carbonat) spezialisiert hat. Außerdem war er ein früher Investor von Impossible Foods.
Im Jahr 2020 wurde er Nr. 353 auf der Forbes 400-Liste der reichsten Menschen in Amerika aufgeführt.